# Wladimir Semjonowitsch Subkow
Wladimir Semjonowitsch Subkow (russisch Владимир Семёнович Зубков, * 14. Januar 1958 in Moskau, Russische SFSR) ist ein ehemaliger sowjetisch-russischer Eishockeyspieler auf der Position des Verteidigers, der über viele Jahre für Spartak Moskau und ZSKA Moskau in der höchsten Spielklasse der UdSSR, der Wysschaja Liga, aktiv war. Nach seiner Karriere in der Sowjetunion war er bis 2000 bei verschiedenen französischen Verein aktiv, unter anderem beim HC Amiens Somme und dem Chamonix Hockey Club. Mit der sowjetischen Nationalmannschaft gewann er zwei Goldmedaillen bei Herren-Weltmeisterschaften sowie den Canada Cup 1981. Im Juniorenbereich wurde 1976 U19-Europameister sowie 1977 und 1978 Junioren-Weltmeister.

## Erfolge und Auszeichnungen
| - 1982 Europapokal-Gewinn mit ZSKA Moskau - 1982 Sowjetischer Meister mit ZSKA Moskau - 1983 Europapokal-Gewinn mit ZSKA Moskau - 1983 Sowjetischer Meister mit ZSKA Moskau - 1984 Europapokal-Gewinn mit ZSKA Moskau - 1984 Sowjetischer Meister mit ZSKA Moskau - 1985 Europapokal-Gewinn mit ZSKA Moskau | - 1985 Sowjetischer Meister mit ZSKA Moskau - 1986 Europapokal-Gewinn mit ZSKA Moskau - 1986 Sowjetischer Meister mit ZSKA Moskau - 1987 Europapokal-Gewinn mit ZSKA Moskau - 1987 Sowjetischer Meister mit ZSKA Moskau - 1988 Sowjetischer Meister mit ZSKA Moskau |

### International
| - 1976 Goldmedaille bei der U19-Junioren-Europameisterschaft - 1977 Goldmedaille bei der U20-Junioren-Weltmeisterschaft - 1978 Goldmedaille bei der U20-Junioren-Weltmeisterschaft - 1981 Goldmedaille beim Canada Cup | - 1982 Goldmedaille bei der Weltmeisterschaft - Goldmedaille bei der Europameisterschaft - 1983 Goldmedaille bei der Weltmeisterschaft - Goldmedaille bei der Europameisterschaft |

### Sonstige
- 1983 Verdienter Meister des Sports der UdSSR im Eishockey

## Karrierestatistik

### International
(Legende zur Spielerstatistik: Sp oder GP = absolvierte Spiele; T oder G = erzielte Tore; V oder A = erzielte Assists; Pkt oder Pts = erzielte Scorerpunkte; SM oder PIM = erhaltene Strafminuten; +/− = Plus/Minus-Bilanz; PP = erzielte Überzahltore; SH = erzielte Unterzahltore; GW = erzielte Siegtore; 1 Play-downs/Relegation; Kursiv: Statistik nicht vollständig)